# 錦繡花園明渠
錦繡花園明渠（英語：Fairview Park Nullah）是香港新界西主要明渠之一，位於元朗區大型私人屋苑錦繡花園北面。錦繡花園明渠起源自另一明渠牛潭尾明渠文苑村一帶，流經錦繡大道南、C期、伯特利中學和F期，其後沿錦繡大道北、紫荊北路、荔枝南路、紫荊西路，在甩洲一帶與大生圍明渠匯合。